# Chthamalia
Chthamalia es un género de plantas con flores, las angiospermas, en la familia Apocynaceae. El género fue nombrado formalmente por primera vez en 1844. Contiene aproximadamente 21 especies. Durante muchos años las especies del género fueron consideradas miembros del género Matelea, o un subgénero de Matelea. Hoy en día, estudios genéticos indican que las especies de Chthamalia forman un grupo distinto. Como consecuencia, ahora Chthamalia está aceptada como género por «Plants of the World Online». y el GBIF, pero ciertos otros todavía la consideran sinónimo o subgénero de Matelea.
ESPECIES:
- Chthamalia atrostellata Morillo | EE. UU. (Texas) y México (Coahuila)
- Chthamalia biflora Decne. | EE. UU. (Oklahoma y estados del centro-sur)
- Chthamalia brevicoronata (B.L.Rob.) Morillo | EE. UU. (el sur de Texas)
- Chthamalia camporum (Brandegee) Morillo |  México (Coahuila)
- Chthamalia castanea (Brandegee) Morillo | México (Puebla, Oaxaca)
- Chthamalia chihuahuensis (A.Gray) Morillo | EE. UU. (SO de Nuevo México) y el norte de México
- Chthamalia cynanchoides (Engelm. et A.Gray) Morillo | EE. UU. (El centro de Oklahoma hasta el sureste de Texas y el oeste de Luisiana)
- Chthamalia decumbens (W.D.Stevens) L.O.Alvarado et E.B.Cortez | México (Durango al estado de México)
- Chthamalia lesueurii (Standl.) Morillo | México (Sonora, Chihuahua)
- Chthamalia nummularia Decne. | México
- Chthamalia ojadapantha (L.O.Alvarado, S.Islas et M.G.Chávez) S.Islas & M.G.Chávez | México (Querétaro a Oaxaca)
- Chthamalia parviflora (Torr.) L.O.Alvarado et E.B.Cortez | EE. UU. (centro y sur de Texas) y Nuevo México
- Chthamalia pedunculata Decne. | México
- Chthamalia producta (Torr.) L.O.Alvarado et E.B.Cortez | EE. UU. (Arizona y Texas) y el norte de México
- Chthamalia prostrata (Cav.) L.O.Alvarado et Cortez | México (estados del noreste y del centro)
- Chthamalia pubiflora Decne. | EE. UU. (SE de Georgia y Florida)
- Chthamalia radiata (Correll) Morillo | Estados Unidos (sur de Texas)
- Chthamalia schaffneri (A.Gray ex Hemsl.) L.O.Alvarado et M.G.Chávez | México (estados del noreste hacia Veracruz)
- Chthamalia tehuacana Castañeda-Zárate, M.G.Chávez et L.O.Alvarado | México (Puebla)
- Chthamalia texensis (Correll) Morillo | EE. UU. (suroeste de Texas)
- Chthamalia wootonii (Vail) Morillo | México (Sonora, Chihuahua)